# 多重起動
多重起動（たじゅうきどう）とは日本のコンピュータゲーム（オンラインゲーム）用語であり、一部プログラムの改変または、メモリエリアなどの変更によって、本来1つしか起動できないアプリケーション（主にオンラインゲーム）を2つ以上起動させる改造行為である。海外ではマルチクライアント（Multi-Client）と呼ばれることもある。
日本では一般には改造ツールなどを使用して、データを改変する行為がチートとして知られる。
基本的にはオンラインゲームの規約に違反する行為となっているが、運営公認の多重起動ツールなども存在する。

## 多重起動ツールの種類
チートツールやデバッガと呼ばれるプログラムによって、対象アプリケーション（オンラインゲームなど）の解析を行うことで、多重起動が可能となる。一般的に下記のツールを使って多重起動されている。
ollydbg
高機能なフリーのデバッガである。
うさみみハリケーン
日本語で作成されたデバッガツールだが、オンラインゲームではほぼ対応されている状態になっているため、基本的には使用不可となっているツール。